# غلين هال
غلين هال (بالإنجليزية: Glenn Hall)‏ (و. 1931  م) هو لاعب هوكي الجليد، من كندا، يلعب كحارس مرمى ‏.

## جوائز
حصل على جوائز منها:
- كأس ستانلي.

## روابط خارجية
- غلين هال على موقع دوري الهوكي الوطني (الإنجليزية)
- غلين هال على موقع EliteProspects.com (الإنجليزية)
- غلين هال على موقع HockeyDB.com (الإنجليزية)
- غلين هال على موقع Hockey-Reference.com (الإنجليزية)
- غلين هال على موقع قاعة كندا للمشاهير الرياضية (الإنجليزية)